# Pachyta perlata
Pachyta perlata är en skalbaggsart som beskrevs av Holzschuh 1991. Pachyta perlata ingår i släktet Pachyta och familjen långhorningar.
Artens utbredningsområde är Nepal. Inga underarter finns listade i Catalogue of Life.